# Micropsectra bavarica
Micropsectra bavarica är en tvåvingeart som beskrevs av Dionys Rudolf Josef Stur 2006. Micropsectra bavarica ingår i släktet Micropsectra och familjen fjädermyggor.
Artens utbredningsområde är Tyskland. Inga underarter finns listade i Catalogue of Life.